# Ruchsa
Ruchsa (arabisch رخصة, DMG ruḫṣa ‚Erlaubnis, Dispens, Konzession‘, Plural ruchas رخص, DMG ruḫaṣ) ist ein Prinzip des islamischen Rechts, das vor allem bei den gottesdienstlichen Pflichten zur Anwendung kommt und darin besteht, dass in bestimmten Fällen der Verhinderung der Gläubige von der Einhaltung bestimmter Gebote und Verbote entbunden wird, ohne dass diese jedoch allgemein außer Kraft gesetzt werden. Gegenbegriff zu Ruchsa ist ʿAzīma (عزيمة ‚Aufforderung‘, Plural ʿazāʾim عزائم), womit die Aufforderung gemeint ist, die Pflicht an sich einzuhalten, ohne Berücksichtigung der etwaigen Hindernisse seiner Befolgung.
Als Konzessionen dieser Art, die bereits im Koran verankert sind, gelten die Erlaubnis, in Notfällen zur Vermeidung des Hungertodes verbotene Speisen essen zu dürfen (Sure 5:3), sowie die Empfehlung, in bestimmten Fällen die vor den Gebeten erforderliche Waschung mit Sand statt Wasser zu verrichten (Tayammum; Sure 4:43, 5:6). Andere Konzessionen dieser Art werden auf Aussagen des Propheten zurückgeführt, so zum Beispiel die Erlaubnis, bei Lebensgefahr den eigenen Glauben zu verleugnen. Auch die Freistellung von Menstruierenden, Wöchnerinnen, Kranken, Reisenden, Schwangeren und Stillenden von der Fastenpflicht im Monat Ramadan gilt als Ruchsa. In manchen Fällen führt die Ruchsa sogar zu einer vollständigen Verkehrung der ursprünglichen Bestimmung. So soll der Prophet zunächst den Besuch von Gräbern verboten, dann aber im Zuge einer Ruchsa erlaubt haben.
Grundlage für das Ruchsa-Prinzip ist der Hadith: "Wahrlich, Gott liebt es genauso, wenn seine Dispense erfüllt werden, wie wenn seine Aufforderungen erfüllt werden" (inna Llāha yuḥibbu an tuʾtā ruḫaṣu-hū kamā yuḥibbu an tuʾtā ʿazāʾimu-hū). Der Prophetengefährte ʿAbdallāh ibn ʿAbbās wird außerdem mit der Aussage zitiert: "Die Ruchsa ist ein Almosen (sadaqa), das euch Gott gibt; weiset es nicht zurück" (ar-ruḫṣa min Allāh ṣadaqa fa-lā taruddū ṣadaqata-hū). Die Ruchsa gilt dabei als die Verwirklichung eines Grundprinzips des Islams, der sich als eine "Religion der Bequemlichkeit" (dīn al-yusr) positiv von Judentum und Christentum abheben soll, da in diesen Religionen die Gläubigen angeblich durch rigide Vorschriften drangsaliert werden.

## Sufische Lehren
Sufis sahen sich allerdings meist dazu aufgerufen, die göttliche Belohnung zu suchen, die sich aus der Einhaltung der ʿAzāʾim ergibt. Während zum Beispiel Gott den Menschen im Zuge der Ruchsa erlaubt hat, zu heiraten, so suchten sie die ʿAzīma des Zölibats. Insbesondere in dem Sufi-Orden der Naqschbandīya legte man Wert auf die Einhaltung der ʿAzāʾim, während man anderen Muslimen aber durchaus zugestand, die Ruchsa-Erleichterungen zu nutzen. Zugrunde liegt hierbei die Vorstellung, dass die ʿAzāʾim für die starken Menschen bestimmt sind, die Ruchas jedoch für die schwachen Menschen. Dies ist auch der Grundgedanke des Traktats "Das chidrische Richtmaß" (al-Mīzān al-Ḫiḍrīya) des ägyptischen Sufis ʿAbd al-Wahhāb asch-Schaʿrānī (st. 1565). Er entwickelte dort mit Bezug auf die beiden Prinzipien Ruchsa und ʿAzīma die Lehre, dass die Scharia insgesamt auf zwei Stufen herabgekommen sei, nämlich auf der Stufe der "Milderung" (taḫfīf) und der Stufe der "Verschärfung" (tašdīd), die sich jeweils an unterschiedliche Personenkreise richteten. Asch-Schaʿrānī beschreibt in seinem Traktat, wie er diese Lehre von Chidr erhielt, der mit ihm in der Verborgenheit reiste und ihm die Quelle der reinen Scharia zeigte. Daher hat der Traktat auch seinen Namen.